# Jednostka administracyjna
Jednostka administracyjna – jednostka podziału administracyjnego.
Przykładem jednostki administracyjnej jest np. departament, dystrykt, gromada, gubernia, gmina, hrabstwo, kanton, kasztelania, kraj, obwód, powiat, prefektura, prowincja, region, rejencja, stan, terytorium, województwo.